# Francis Durbridge
Pour les articles homonymes, voir Durbridge.
Francis Henry Durbridge, né le 25 novembre 1912 à Hull (Royaume-Uni) et mort le 11 avril 1998 à Barnes en Londres, (Royaume-Uni), est un scénariste et un auteur britannique de roman policier et de roman d'espionnage.

## Biographie
Après des études à l'Université de Birmingham, il est brièvement agent de change avant de devenir écrivain professionnel. Il acquiert la notoriété avec des pièces et des feuilletons radio, notamment la série de l'écrivain détective Paul Temple. Plusieurs récits de la série radiophonique Paul Temple seront ensuite publiés sous forme de roman. Durbridge utilisera également le nom Paul Temple comme pseudonyme pour quelques titres.
Durbridge amorce en parallèle une carrière de dramaturge pour la scène et de scénariste au cinéma et surtout à la télévision à partir du milieu des années 1950. Trois mini-séries télévisées ont été produites à partir de son roman Melissa.

## Œuvre

### Romans

#### Romans de la sériePaul Temple
- Send for Paul Temple (1938) Publié en français sous le titre La Bande des oiseaux noirs, Paris, R. Simon, coll. Police-Secours, 1941
- Paul Temple and the Front Page Men (coécrit avec Charles Hatton) (1939) Publié en français sous le titre Paul Temple, romancier-détective, et les hommes de la première page, Paris, R. Simon, coll. Police-Secours, 1949
- News of Paul Temple (1940) Publié en français sous le titre La Tragique Énigme du Marquis, Paris, R. Simon, coll. Police-Secours, 1940
- Paul Temple Intervenes (1944) Publié en français sous le titre Le Tragique Rayon d'Inverdale, Paris, R. Simon, coll. Police-Secours, 1944
- Send for Paul Temple Again! (1948) Publié en français sous le titre L'insaisissable Rex, Paris, R. Simon, coll. Police-Secours, 1948
- The Tyler Mystery (coécrit avec Douglas Rutherford) (1957)
- East of Algiers (coécrit avec Douglas Rutherford) (1959)
- Paul Temple and the Kelby Affair (1970)
- Paul Temple and the Harkdale Robbery (1970)
- The Geneva Mystery (1971) Publié en français sous le titre Le Secret d'une actrice, Paris, Librairie des Champs-Élysées, Le Masque no 1243, 1972 ; réédition, Paris, Librairie des Champs-Élysées, Le Club des Masques no 401, 1980
- The Curzon Case (1971)
- Paul Temple and the Margo Mystery (1986)
- Paul Temple and the Madison Case (1988)
- Paul Temple and the Conrad Case (1989)

#### Romans de la sérieTim Frazer
- The World of Tim Frazer (1962) Publié en français sous le titre Où est passé Harry ?, Paris, Librairie des Champs-Élysées, Le Masque-espionnage no 13, 1962 ; réédition, Paris, Librairie des Champs-Élysées, Le Club des Masques no 203, 1974
- Tim Frazer Again (1964) Publié en français sous le titre Le Rendez-vous de sept heures trente, Paris, Librairie des Champs-Élysées, Le Masque no 861, 1965 ; réédition, Paris, Librairie des Champs-Élysées, Le Club des Masques no 234, 1975
- Tim Frazer Gets the Message (1978)

#### Autres romans
- Back Room Girl (1950)
- Beware of Johnny Washington (1951)
- Design for Murder (1951)
- The Tyler Mystery (with Douglas Rutherford) (1957)
- The Other Man (1958) Publié en français sous le titre L'Autre Homme, Paris, Librairie des Champs-Élysées, Le Masque-espionnage no 20, 1960 ; réédition, Paris, Librairie des Champs-Élysées, Le Club des Masques no 186, 1973
- A Time of Day (1959)
- The Scarf (1960)
- Portrait of Alison (1962) Publié en français sous le titre Portrait d'Alison, Paris, Librairie des Champs-Élysées, Le Masque no 800, 1963 ; réédition, Paris, Librairie des Champs-Élysées, Le Club des Masques no 95, 1970
- My Friend Charles (1963)
- Another Woman's Shoes (1965)
- The Desperate People (1966)
- Dead to the World (1967) Publié en français sous le titre Sous le signe du dollar, Paris, Librairie des Champs-Élysées, Le Masque no 1009, 1968 ; réédition, Paris, Librairie des Champs-Élysées, Le Club des Masques no 282, 1976
- My Wife Melissa (1967) Publié en français sous le titre Melissa, Paris, Librairie des Champs-Élysées, Le Masque no 1042, 1968 ; réédition, Paris, Librairie des Champs-Élysées, Le Club des Masques no 246, 1975
- The Pig-Tail Murder (1969) Publié en français sous le titre L'Enfant au cerf-volant, Paris, Librairie des Champs-Élysées, Le Masque no 1279, 1973; réédition, Paris, Librairie des Champs-Élysées, Le Club des Masques no 392, 1979
- A Man Called Harry Brent (1970)
- Bat out of Hell (1972) Publié en français sous le titre Une voix d'outre-tombe, Paris, Librairie des Champs-Élysées, Le Masque no 1307, 1974 ; réédition, Paris, Librairie des Champs-Élysées, Le Club des Masques no 367, 1979
- A Game of Murder (1975)
- The Passenger (1977)
- Breakaway (1981)
- The Doll (1982)
- House Guest (1982)
- Deadly Nightcap (1986)
- A Touch of Danger (1989)
- The Small Hours (1992)
- Sweet Revenge (1994)
- Fatal Encounter (2002)

## Filmographie
- 1946 : L'Auberge des tueurs (en) (Send for Paul Temple)
- 1948 : Calling Paul Temple (en)
- 1950 : Paul Temple's Triumph (en)
- 1952 : Paul Temple Returns (en)
- 1954 : The Teckman Mystery (en)
- 1955 : Portrait of Alison (en) (série télévisée)
- 1957 : Scotland Yard joue et gagne (en) (The Vicious Circle)
- 1959 : Der Andere (feuilleton TV)
- 1960 : Es ist soweit (feuilleton TV)
- 1962 : Das Halstuch (feuilleton TV)
- 1962 : Halsduken (feuilleton TV)
- 1963 : Tim Frazer (feuilleton TV)
- 1963 : The Desperate People (TV)
- 1964 : Tim Frazer: Der Fall Salinger (feuilleton TV)
- 1966 : Melissa (série télévisée)
- 1968 : Ein Mann namens Harry Brent (de) (feuilleton TV)
- 1970 : Wie ein Blitz (de) (feuilleton TV)
- 1971 : The Passenger (TV)
- 1971 : Das Messer (de) (feuilleton TV)
- 1972 : La Mort d'un champion, téléfilm d'Abder Isker
- 1973 : Un certain Richard Dorian (série télévisée d'Abder Isker)
- 1974 : Melissa (série télévisée)
- 1975 : La Mort d'un touriste (feuilleton TV)
- 1975 : The Doll (TV)
- 1977 : Die Kette (feuilleton TV)
- 1983 : Plötzlich und unerwartet (TV)
- 1984 : Der Besuch (TV)
- 1986 : Mord am Pool (TV)
- 1986 : Kein Alibi für eine Leiche (TV)
- 1987 : Dies Bildnis ist zum Morden schön (TV)
- 1988 : Tagebuch für einen Mörder (TV)
- 1997 : Melissa (série télévisée)

## Sources
- Jacques Baudou et Jean-Jacques Schleret, Le Vrai Visage du Masque, vol. 1, Paris, Futuropolis, 1984, 476 p. (OCLC 311506692), p. 169
- Claude Mesplède (dir.), Dictionnaire des littératures policières, vol. 1 : A - I, Nantes, Joseph K, coll. « Temps noir », 2007, 1054 p. (ISBN 978-2-910-68644-4, OCLC 315873251).